# Pony car
Le pony car sono un tipo di automobili presente sul mercato statunitense di concezione sportiva ispirata alla Ford Mustang. Sono delle vetture potenti realizzate su telai di vetture compatte, sempre secondo gli standard statunitensi. Ci si riferisce a questa classe di vetture anche come baby muscle car.

## Storia

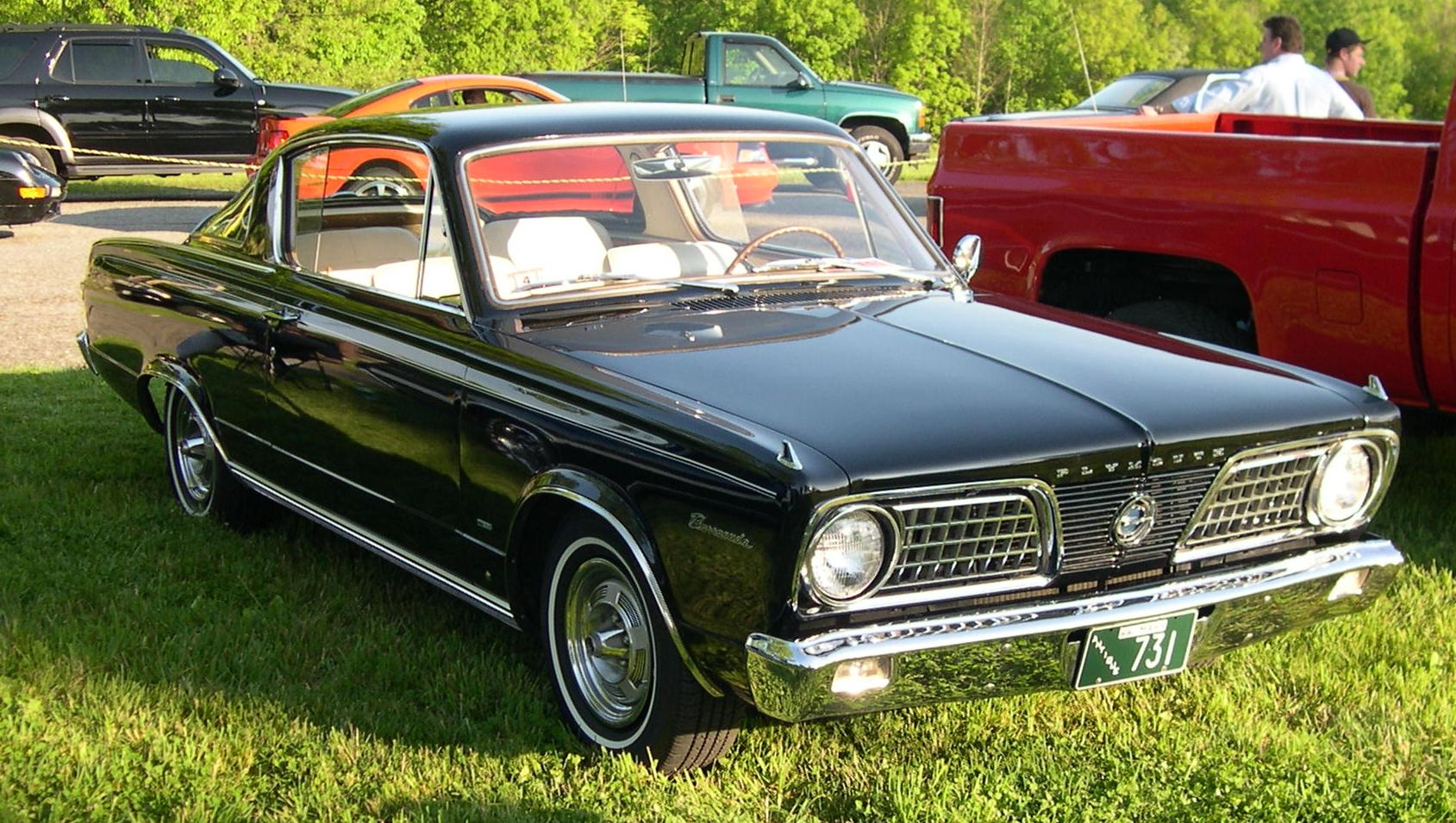
Plymouth Barracuda del 1966, esempio di una Pony car

Le prime Pony car cominciarono ad apparire alla metà del 1964, come model year 1965, e furono la Ford Mustang e la Plymouth Barracuda. Proprio dalla Mustang, che prende nome da una razza di cavalli e che è la prima vettura di questo tipo, derivò la denominazione della classe pony car. Altre vetture si aggiunsero nel tempo tra cui la Pontiac Firebird, la AMC Javelin, la Chevrolet Camaro, la Mercury Cougar e la Dodge Challenger.

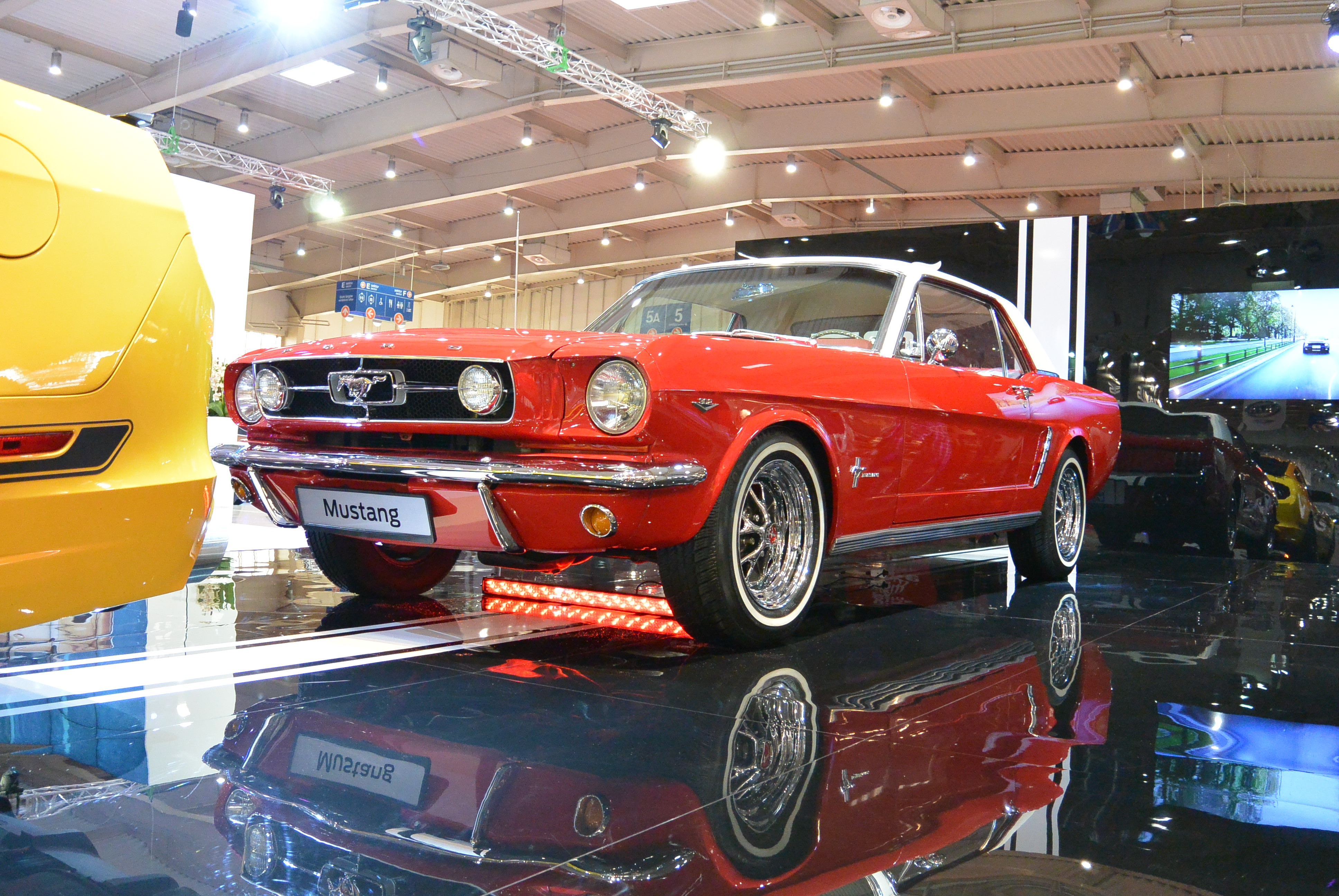
Ford Mustang I serie del 1964, una delle prime e più iconiche rappresentazioni della pony car americana

Di queste la Mustang e la Challenger sono tuttora in produzione mentre la Firebird e la Cougar sono state prodotte fino al 2002, anno nel quale anche la Camaro uscì di produzione per poi ricomparire sul mercato solamente nel 2009.

## Definizione
Le pony car sono vetture più gestibili, leggere e di minori dimensioni delle muscle car propriamente dette. Agli inizi della produzione, le case automobilistiche non montarono su queste vetture compatte i loro motori più potenti, anche se in seguito furono modificate in modo tale che potessero ospitarli.
Alcuni modelli, in particolare quelli con le prestazioni più alte, furono anche impiegati nelle competizioni dove, sfruttando la maggiore agilità, ottennero alcuni successi.
Le prime versioni delle vetture di questa classe sono inoltre molto ricercate dai collezionisti.